# Атурая, Фрейдун
Фрейдун Атурая (1891, с. Чарбаш, г. Урмия, Персия — 1926, Тбилиси, Грузинская ССР, СССР) — ассирийский врач и общественный деятель, идеолог ассирийского национализма. Большую часть жизни провёл в России.
Родился в селе Чарбаш в районе г. Урмия, ныне Иран. После окончания школы отец отправил его в Тифлис (ныне Тбилиси), в Российскую империю, где жил тогда его дядя, чтобы изучать там медицину. Получив высшее образование к 1915 году, он стал врачом в русской армии. Служил офицером медицинской службы и по политическим вопросам в составе русских войск в Персии, где в Урмии основал ассирийский национальный комитет, отправив 250 молодых мужчин-ассирийцев в Россию для прохождения военной подготовки.
После начала Февральской революции в России Фрейдун Атурая, Бенджамин Бет Арсанис и Баба Бет Пархад основали Ассирийскую социалистическую партию. Атурая выпустил в апреле 1917 года Урмийский манифест объединённой свободной Ассирии на неоарамейском языке, заявляя в нём, что «цель свободного ассирийского единства состоит в том, чтобы установить в будущем национальное самоуправление в районе Урмии, Мосула, Турабдина, Нисибина, Джезиры, Джуламерка наряду с воссоединением с большой свободной Россией с точки зрения экономических и военных соглашений».
После 1918 года Ассирийский национальный совет, которым он управлял, был перемещён в Тбилиси, а сам Атурая был смещён со своей должности, затем заключён в тюрьму под подозрению в том, что являлся британским шпионом. После неудавшейся попытки в 1921 году убедить советского министра иностранных дел репатриировать ассирийцев в Урмию и Саламис, он женился в 1922 году и в браке имел двух детей. В 1924 году его снова заключили в тюрьму по обвинению в «фанатичном ассирийском национализме». Умер в тюрьме в 1926 году. Возможно, его отравили или повесили.
Наряду с военной и политической карьерой он писал стихи и основал ассирийский журнал «Православная Урмия», а также ассирийскую библиотеку. Автор драмы в 4 действиях «Хиша» («Горе»), поставленная на сцене в 1911 году.